# Gitanas Nausėda
Gitanas Nausėda (Klaipėda, 19 de maio de 1964) é um político lituano e atual presidente da Lituânia, desde 2019.
Em 17 de setembro de 2018, Nausėda anunciou a sua candidatura para a eleição presidencial lituana de 2019, que ele ganhou no segundo turno em 26 de maio de 2019. Ele tomou posse do cargo de presidente do país em 12 de julho de 2019.
Em 26 de maio de 2024, foi reeleito para um segundo mandato como presidente do país.